# Ouad Emour
Ouad Emour este o comună din departamentul Magta-Lahjar, Regiunea Brakna, Mauritania, cu o populație de 10.419 locuitori.